# Синай (гора)
Гора Сина́й (араб. طور سيناء , івр. הר סיני, також відома серед бедуїнів як «гора Гореб», «гора Муса», «Гебел-Муса» або «Джабал-Муса», що означає «гора Мойсея») — гора висотою 2 285 м на Синайському півострові.
Єврейська традиція не зберегла точного місцезнаходження гори Синай. Шанування нинішньої гори Мойсея (араб. Джабал-Муса) як гори Синай є давньою християнською традицією, яка бере початок з IV століття. В новий час пропонувалися й інші варіанти ототожнення.
На вершині гори Мойсея знаходяться православний храм Святої Трійці й маленька мечеть. На північ від церкви під скелею є невелика печера, де, згідно з Біблією, протягом сорока днів і ночей ховався Мойсей (Вих 24:18, Вих 33:20–23). На північному схилі гори розташований православний печерний храм пророка Іллі й його колодязь, а також православна капличка Богородиці. З півночі біля підніжжя гори стоїть монастир святої Катерини.

## Історія
Єврейська традиція втратила знання точного місцезнаходження гори Синай (ізраїльсько-італійський археолог Е. Анаті ототожнив біблійний Синай з горою Хар-Карк в пустелі Негев, де він виявив численні залишки святилищ). Воно було забуто, мабуть, вже в епоху царів, тому християнська і мусульманська традиція шанування гори Мойсея не пов'язана безпосередньо з древньою єврейською традицією.
Християнські відлюдники селилися в південному Синаї з II століття. Вони намагалися визначити місця, що згадуються в Біблії у зв'язку з подіями Виходу, в тому числі й гору Синай. Нинішню гору Мойсея християни шанують як біблійну гору Синай з початку IV століття. В 330 році ченці за підтримки константинопольської імператриці Олени побудували біля Неопалимої Купини, яка зростає біля самого підніжжя гори, маленьку церкву і вежу. В 527 році імператор Юстиніан Великий заснував тут монастир, який з XI століття став називатися монастирем святої Катерини, на честь Катерини Олександрійської.

## Галерея

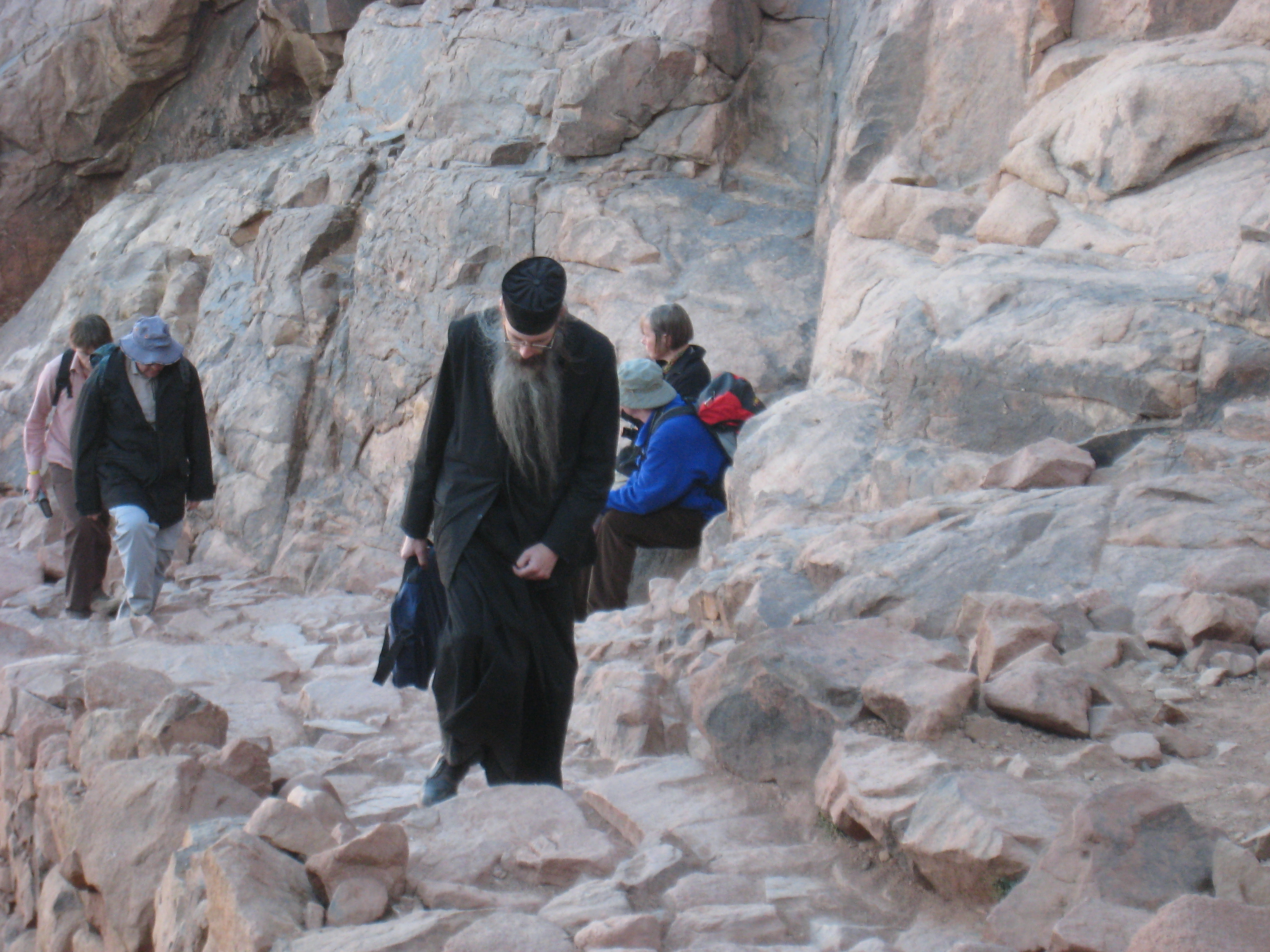
Православний священник піднімається на гору Мойсея по довгій стежці
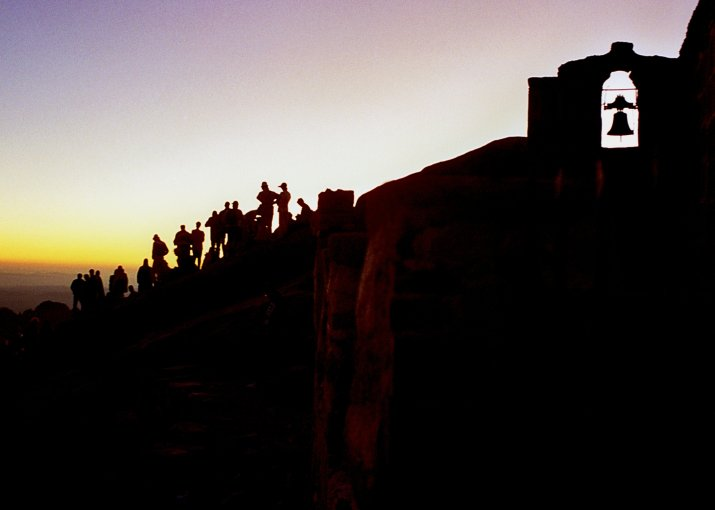
Паломники і туристи зустрічають схід сонця на вершині
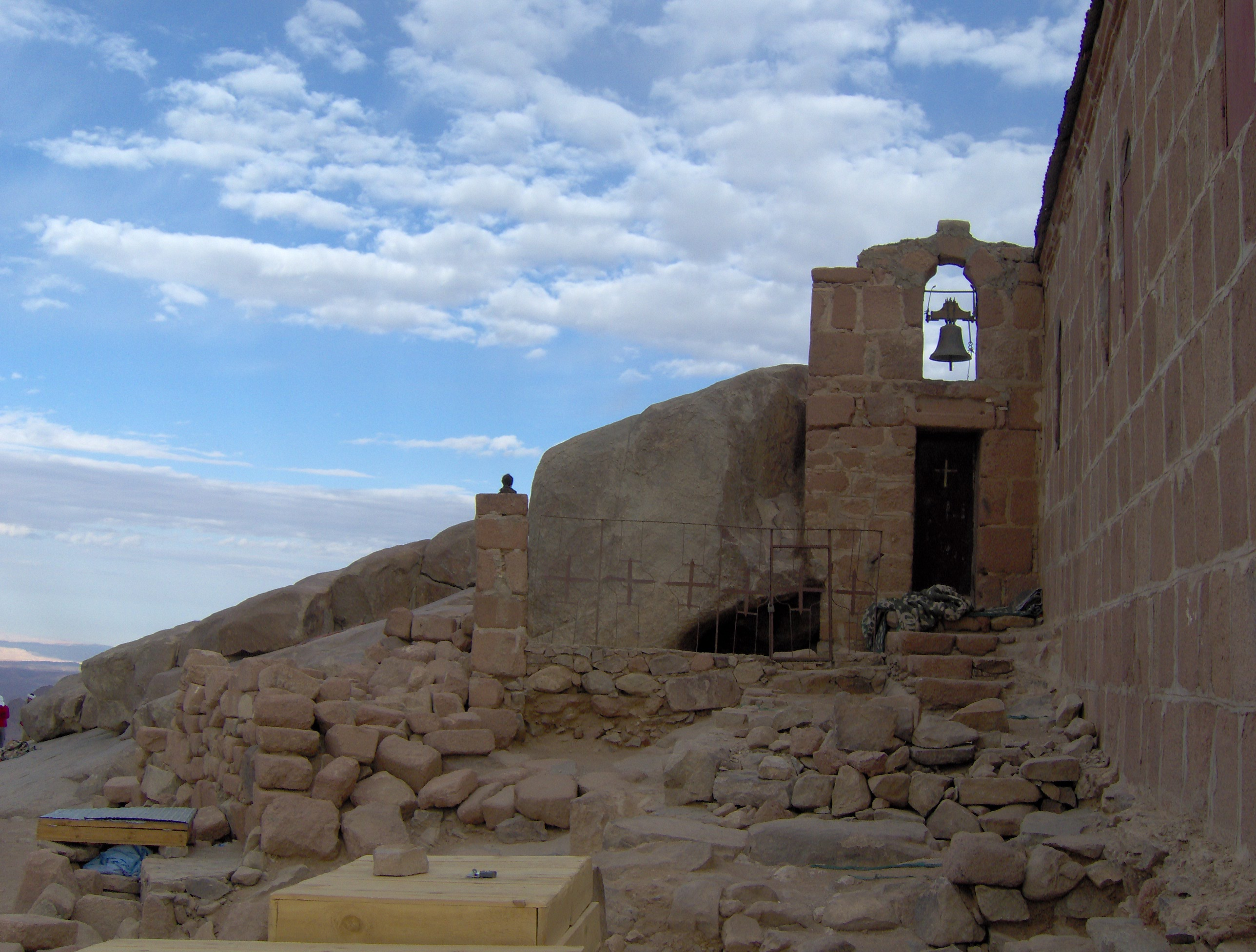
Північна стіна церкви Святої Трійці на вершині і печера біля неї (огороджена металевою решіткою з хрестами)
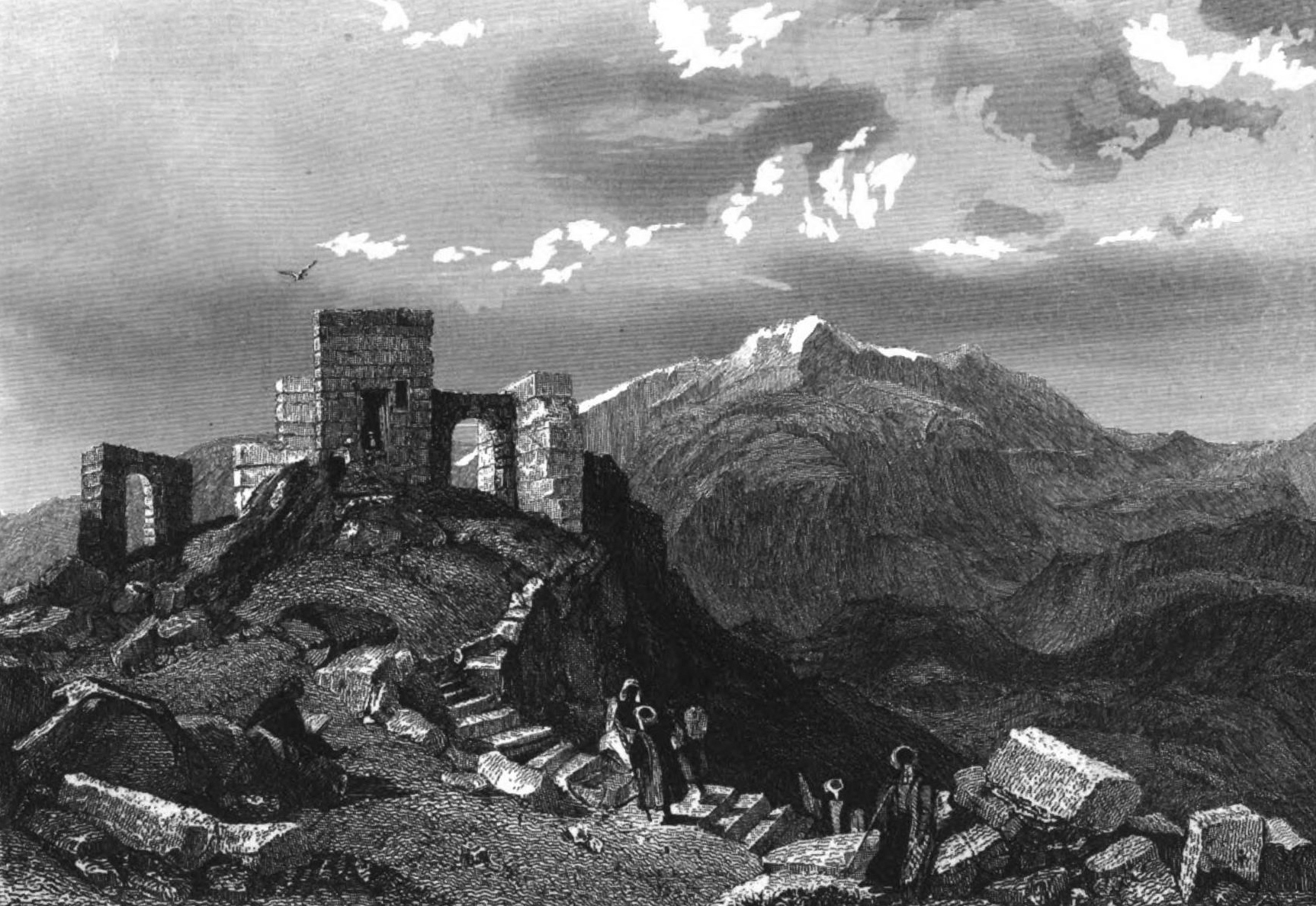
Руїни древньої християнської церкви на вершині гори Синай. На задньому плані гора Святої Катерини. Малюнок, 1837
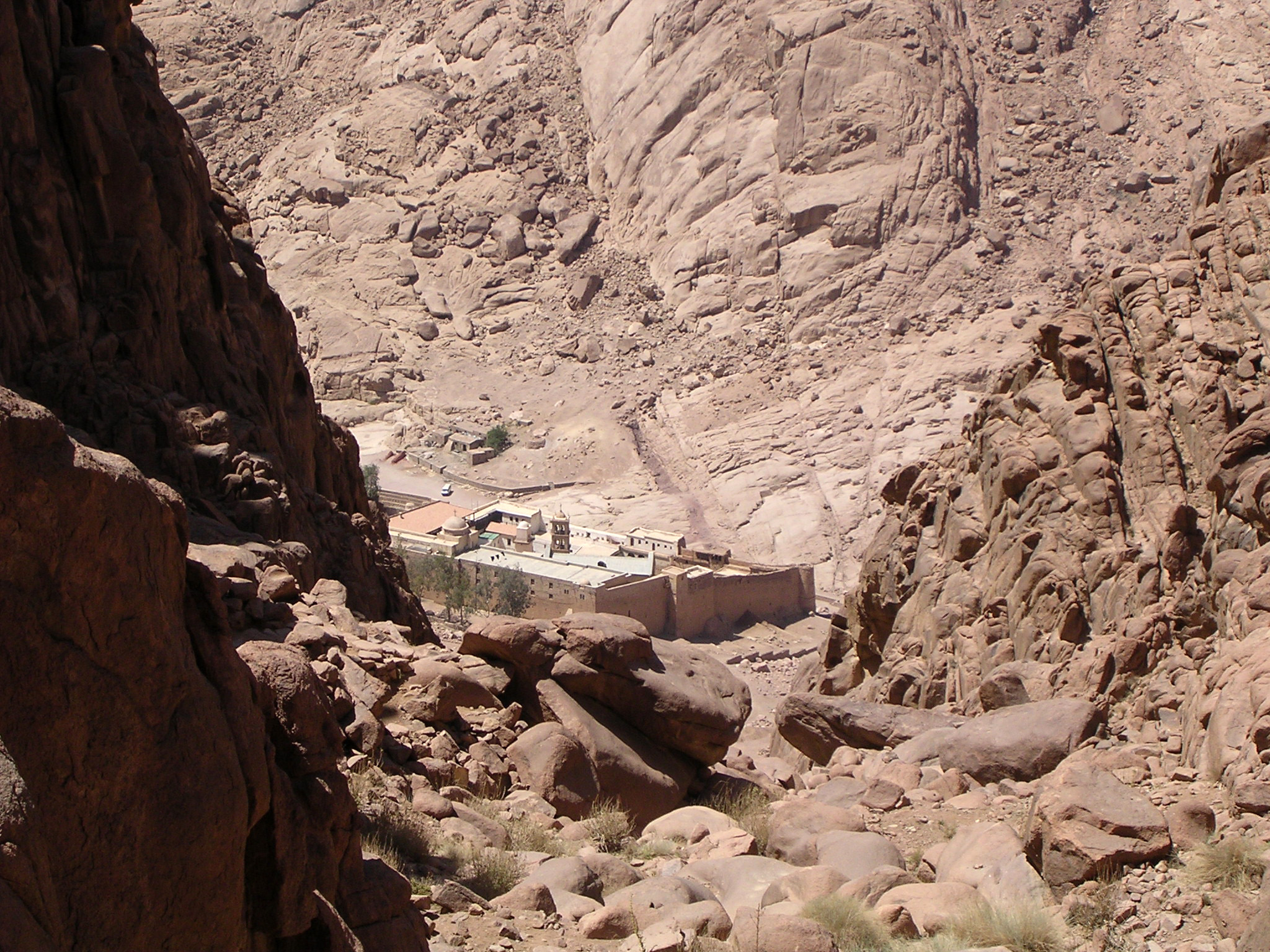
Вид на монастир Святої Катерини з короткої тропи. До монастиря залишається приблизно чверть шляху
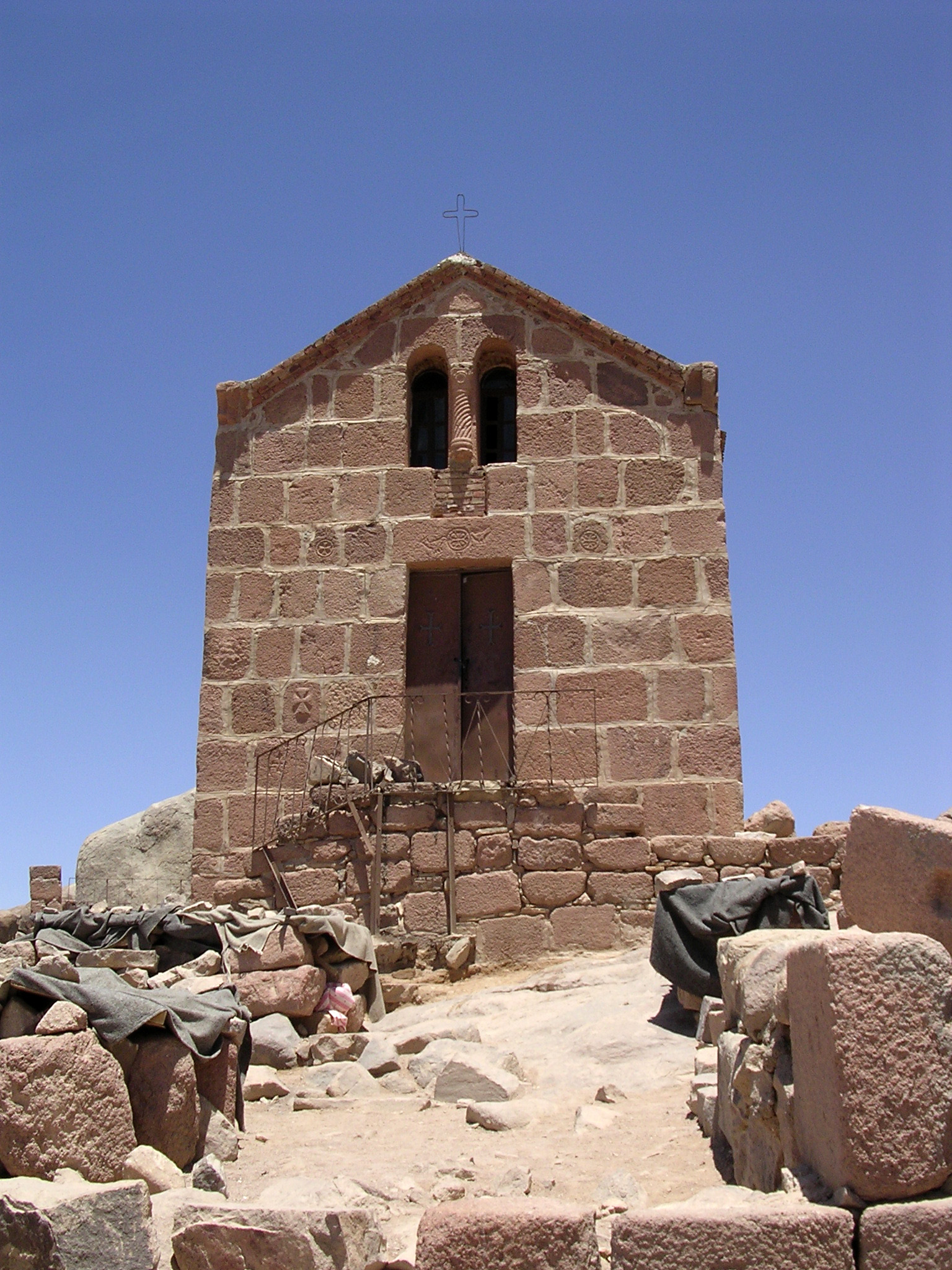
Православний грецький храм в ім'я Святої Трійці на вершині гори Мойсея. Побудований в 1935 із залишків церкви часів імператора Юстиніана
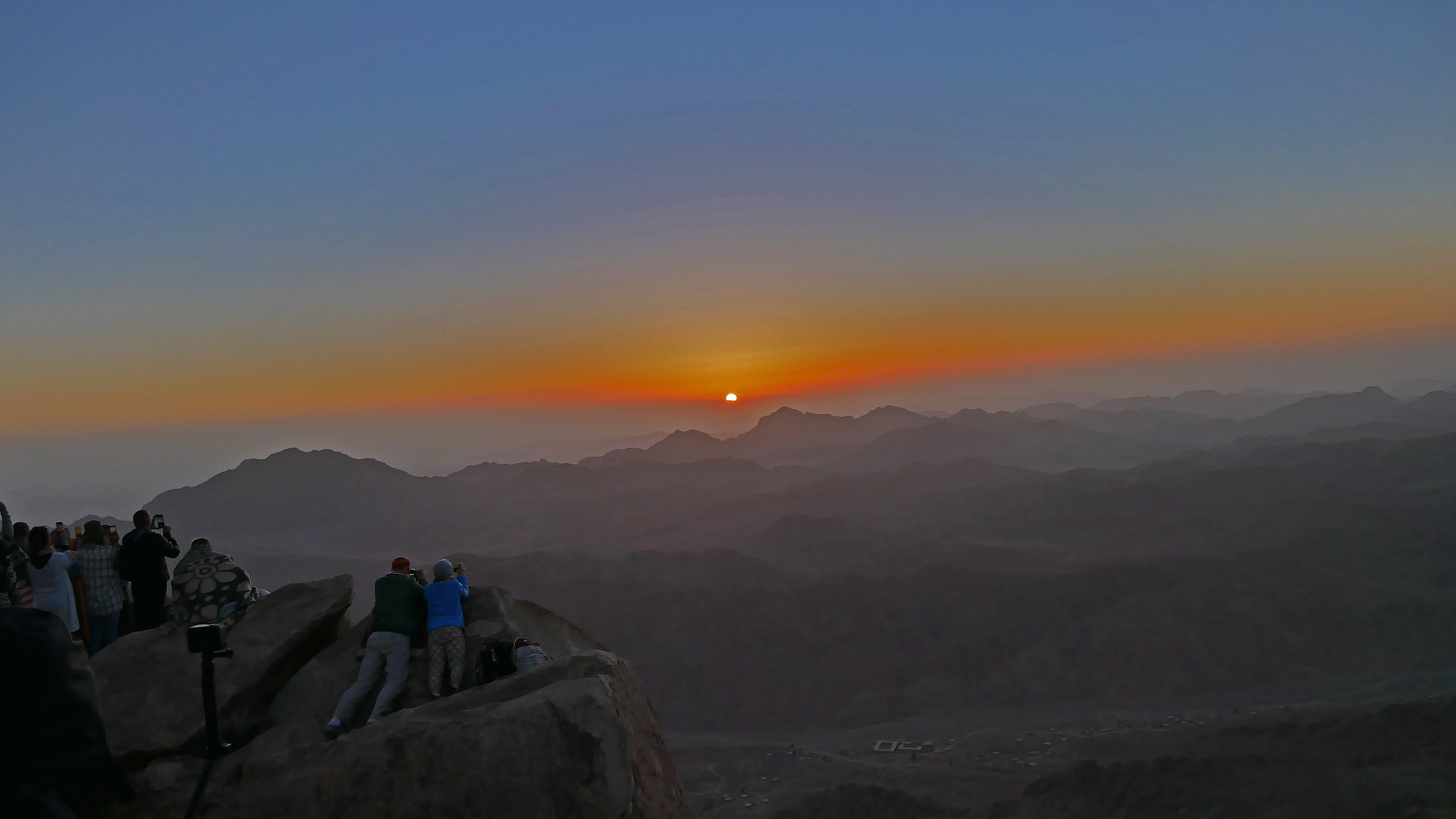
Схід Сонця на вершині гори  Сінай
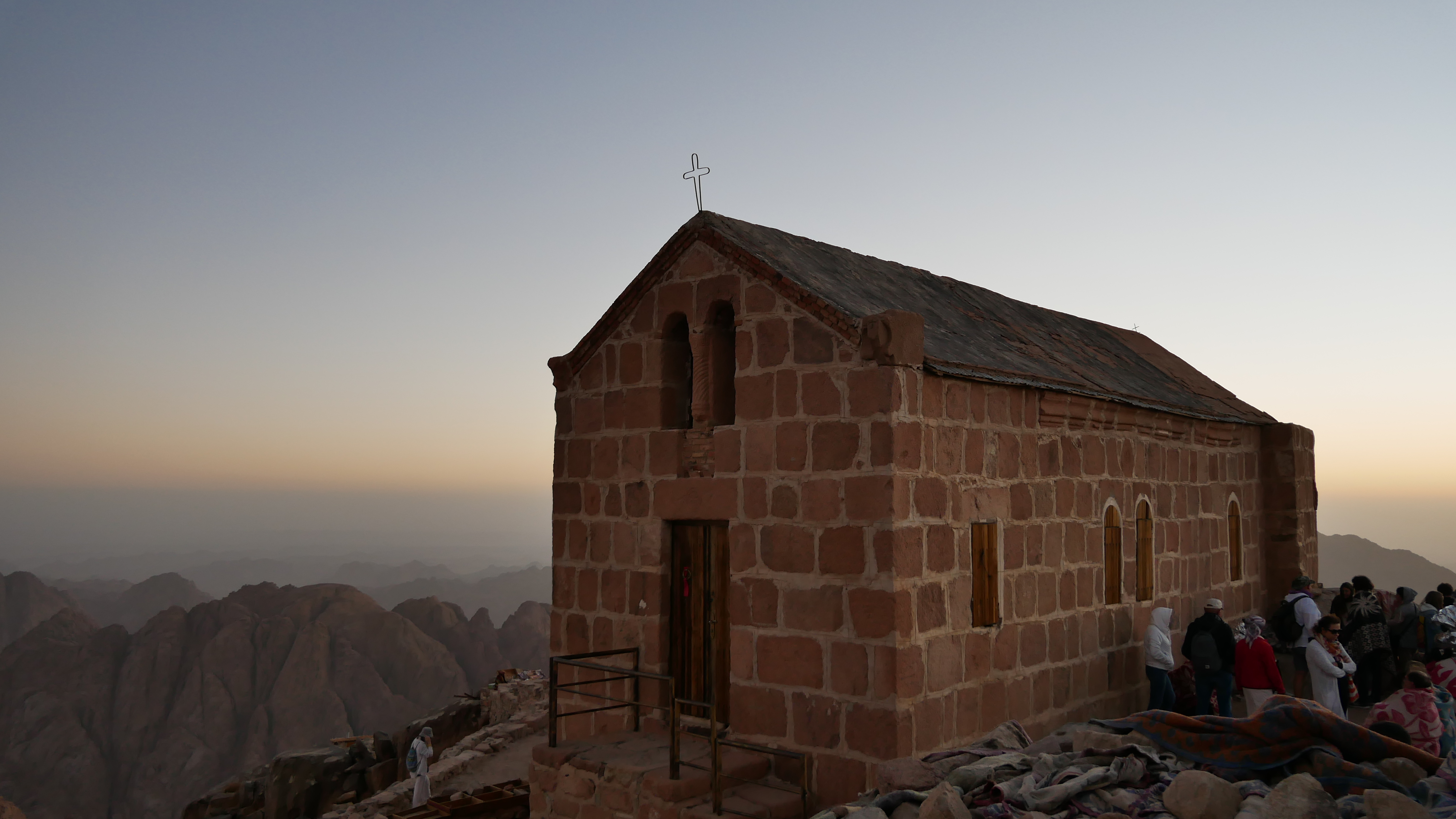
Загальний вигляд церкви Святої Трійці на верщині гори Сінай із західного боку до сходу Сонця
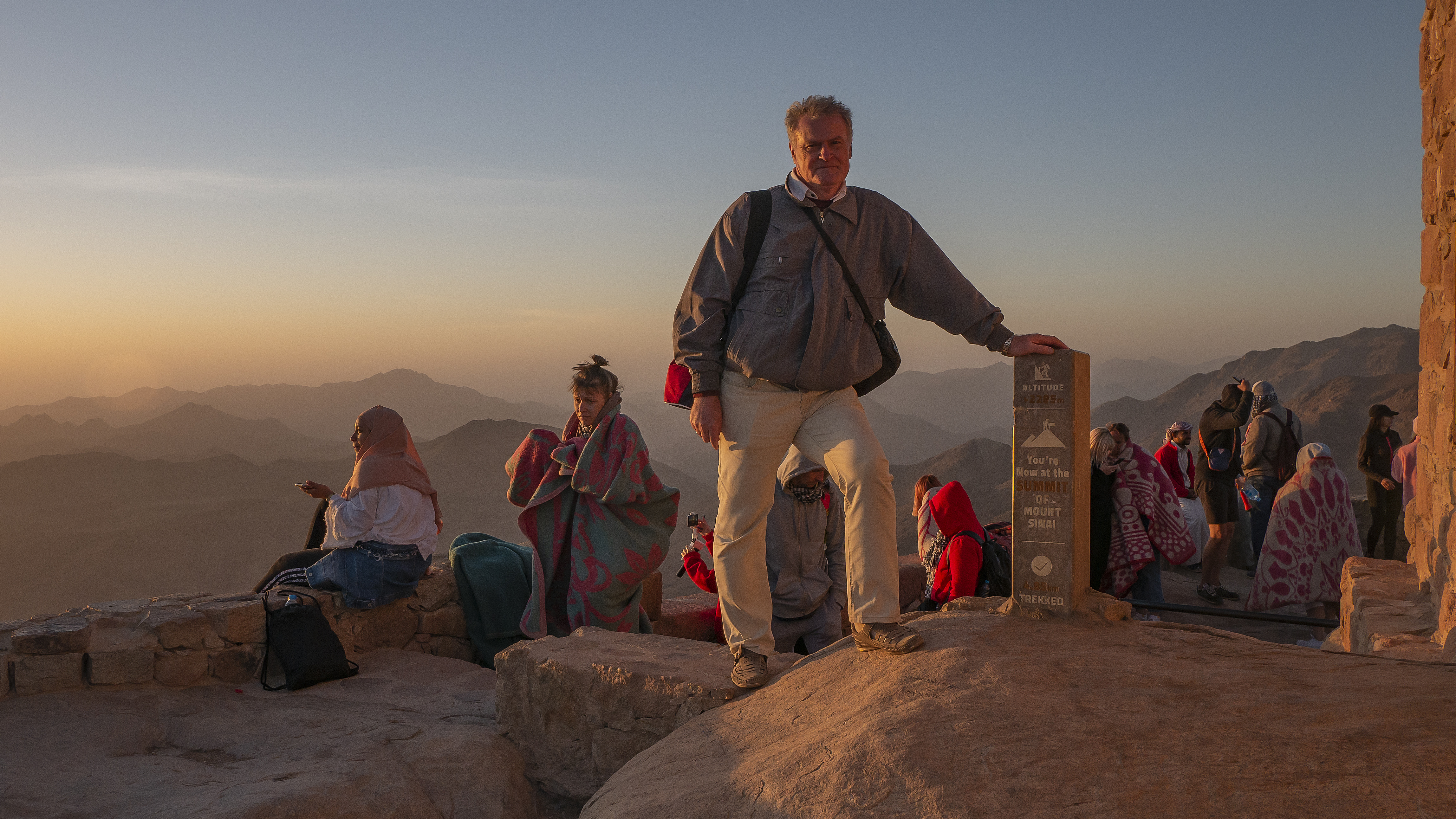
Вершина гори Сінай
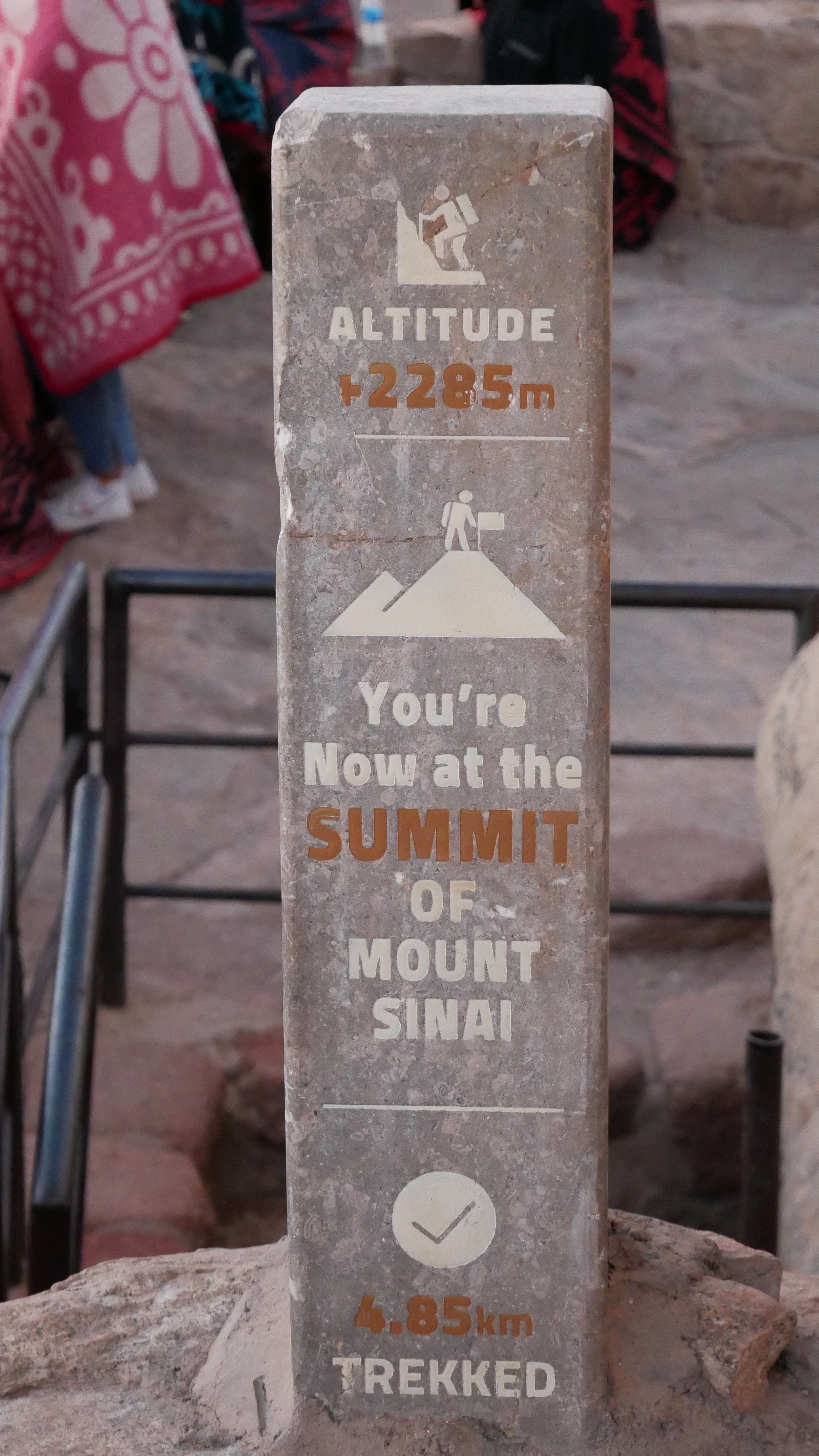
Стела з описом географічної точки